# Педофилско зближавање
Педофилско зближавање или педофилно приближавање (енг. child grooming) је патолошка појава у којој нека особа покушава или остварује педофилско зближавања и успоставља контакта са децом, са крајњим циљем да са њима остви сексуални контак, смањењем сексуалних баријера и инхибиције код детета.

## Терминологија
На многим језицима, као и у српском језику овај термин се обично поистовјећује са речју „педофил”, иако то није исто значења. Чак и сексуално злостављање у породици може бити процес зближавања, у којем се починилац, у нормалним породичним односима, корак по корак, „преусмерава” на сексуални однос. Међутим, ни сваки педофил који остварује контакт с децом нема за циљ да има полни контакт са дететом. Постоји, дакле, оправдање и потреба за разликовање између сексуалног зближавања и других пријатељских контаката између педофила и детета. Није све „педо” што остварује сексуални контакт, а ни сви педофили немају сексуални контакт са децом.

## Педофилска зближавања средствима савремене комуникације
Онлајн педофилско зближавање младих преко четовања конекције и веб-страница је појава на коју надлежни наилазе све чешћ, јер друштвене мрежа, с обзиром на то  омогућавају да готово целокупне фазе криминалне активности (планирање, припремање, врбовање жртава, обезбеђење средстава, сама реализација, прибављање користи) реализују „из собе“, односно коришћењем услуга интернета преко друштвених мрежа, знајући да је могућност откривања њиховог идентитета минимална.
Више је разлога зашто су на интернету посебно угрожени млади. У првом реду, млади су неспутанијег духа и понашања, радознали су, неопрезни, неискусни, лаковерни и наивни, што користе многоборојни злонамјерни интернаути који своје негативне и криминалне активности усмеравају ка младима користећи се тим њиховим карактеристикама које представљају виктимогене предиспозиције. Друго  71% младих... на глобалном нивоу... има приступ интернету, у поређењу са 48% укупне популације. Сматра се да је један од три корисника интернета широм света дете.
Педофилско зближавања средствима савреме комуникације не односи се само на појаву спријатељивања и успостављања емотивних веза са дететом, већ понекад и унутар породице, како би се смањила инхибиције жртве у циљу њеног сексуалног злостављања.
Као најучесталији, али и медијски експониранији облици испољавања сексуалног насиља према деци на друштвеним мрежама, појављују се:
Секстинг
Секстинг  представља слање сексуално експлицитних фотографија или порука сексуалног садржаја другој (најчешће непознатој) особи електронским путем. Блиско везано за   секстинг је и он-лајн сексуално напаствовање.
Груминг
Груминг је метода коју користе насилници за реализацију секстинга, а потом и сексторжна и представља врбовање, мамљење, „тимарење“, подилажење особи како би се она приволела да пошаље властите сексуално експлицитне фотографије. Наиме, користећи се манипулацијом, суптилном комуникацијом, уз најчешће лажно представљање, незрело и наивно дете ће несмотрено и неприметно бити увучено у интеракцију и комуникацију која ће релативно брзо постати компромитујућа за њега.
Блиско везано за груминг  је и он-лајн сексуално напаствовање.
Сексторжн
Сексторжн је конкретизацијa груминга и сексуална експлоатација тако добијених садржаја претњом компромитације откривањем фотографија и порука, уколико жртва не поступи по захтевима. Физичком конкретизацијом претходног експлоататорског односа између насилника и жртве насилник реализује састанком и сексуалним искоришћавањем које ће се највјероватније окончати креирањем педофилског и порнографског материјала или сексуалним односом. Тим активностима дете  је суптилним начином увучено у компромитујућу комуникацију, преко које се продукују уцењивачке активности, а то је физички сусрет насилника и жртве.
Класична порнографија
Класична порнографија на интернету често проистиче  из поступака многобројне деце која на друштвеним мрежама постављају властите фотографије које имају еротске, порнографске или сексуалне конотације, а након тога њихову видљивост ограничавају у оквиру пријатеља или их чак и не ограничавају, тежећи на тај начин да остваре одређени својеврсни дигитални имиџ у оквиру овог окружења, наравно, настојећи да га трансформишу и у реално окружење. Као облик испољавања негативности на друштвеним мрежама, јављају се на друштвеним мрежама  одређене групе које пропагирају одређене порнографске, или садржаје, или материјал, или омогућавају долазак (преко уграђених интернет веза) до порнографског садржаја или материјала који крију посебне опасности, поготово за неедуковане интернауте и за почетнике.
Педофилија
Као сексуална настраност и ментални поремећај педофилија се огледа у сексуалној привлачности према деци истог, супротног, или оба пола, на друштеним мрежама има посебно мести јер омогућава педофилима да врбују жртве,  проналазе порнографски материјал, као и да остварују комуникацију са другим педофилима.

## Увлачење малолетника у трговину децом и нелегалне послове
У склопу многих активности и понашање које је карактеристично за педофилију, је увлачење малолетника у трговину децом и нелегалне послове, као што су дечија проституција или производња дечије порнографије. Ово кривично дело је на различите начине обухваћено Међународном конвенцијом о сузбијању трговине женама и децом, који је настао 1921. године, као мултилатерални споразум Лиге народа која се бавила проблемом међународне злонамерне трговине женама и децом.
У случају сексуалног педофилског зближавања, дечје порнографске слике се често приказаују деци, као део процеса зближавања.
Давање поклона или новца детету без икаквог разлога, као и показивање видео или фото порнографије, има за циљ да дете лакше прихвати такве поступке као нормални облик понашање.
Ухапшени напасници  у својим исказима углавном говоре о сексуалним темама, односно неким од метода које су са дететом такве особе користитиле за стицање њиховог поверење и наклоности, и тако чинили оно што желе. Тако се у тим односима догађа остварује грљење и љубљење или други физички контакт, чак и када дете то не жели. То је само један од начина да се педофил приближе жртви.
Они могу разговарати о проблемима који се нормално дискутују између одраслих, или барем људи исте доби. Теме могу укључивати и брачне проблеме и друге сукобе. Они могу покушати чак и да стекану поверење родитеља детета све до пријатељстава, са циљем једноставнијег приступа детету. Тиме злостављач тражи могућности да има више времена да остане сам са дететом. Евидентирано је је да то може учинити нудећи родитељима чување деце. Могу и позвати дете на спавање, што им даје могућност да спавају у истој соби, или чак истом кревету с дететом.
Осумњичени за такве активности као што су онлајн комуникације су правдали развијањем  „одбрамбених фантазама”, тврдећи да само изражавају фантазије али не и да планирају будуће девијантно понашање. У Сједињеним Америчким Државама, судска пракса прави разлику између та два типа понашања и неких других случајева оптужених за педофилско зближавање, који су они успешно користили у својој одбрани на суду.